# Kōdai Sano
Kōdai Sano (japanisch 佐野 航大 Sano Kōdai; * 25. September 2003 in Tsuyama, Präfektur Okayama) ist ein japanischer Fußballspieler.

## Karriere

### Im Verein
Kōdai Sano erlernte das Fußballspielen in der Schulmannschaft der Yonago Kita High School. Seinen ersten Profivertrag unterschrieb er am 1. Februar 2022 bei Fagiano Okayama. Der Verein aus Okayama, einer Stadt in der Präfektur Okayama auf Honshū, der Hauptinsel von Japan, spielte in der zweiten japanischen Liga, der J2 League. Sein Zweitligadebüt gab Kōdai Sano am 20. Februar 2022 (1. Spieltag) im Heimspiel gegen Ventforet Kofu. Hier wurde er in der 72. Minute für Yōsuke Kawai eingewechselt. Fagiano gewann das Spiel 4:1.
Am 14. August 2023 gab Fagiano Okayama bekannt, dass man sich mit dem niederländischen Erstligisten NEC Nijmegen über einen Verkauf Sanos geeinigt habe. Drei Tage später unterschrieb Sano offiziellen einen langfristigen Vertrag beim NEC, womit er nach Kōki Ogawa der zweite japanische Neuzugang des Vereines wurde. Sein Debüt für den NEC gab Kōdai am 16. September 2023 bei der 4:0-Niederlage gegen den PSV Eindhoven als er in der 59. Minute für Rober eingewechselt wurde.

### Nationalmannschaft
Sano absolvierte im Jahr 2023 elf Spiele für die japanische U-20-Nationalmannschaft und erzielte dabei zwei Tore. Er nahm im gleichen Jahr mit der U-20-Auswahl an der U-20-Asienmeisterschaft sowie an der U-20-Weltmeisterschaft teil.

## Persönliches
Kōdai Sano ist der Bruder von Kaishū Sano.